# Willie Steele
William "Willie" Samuel Steele, född 14 juli 1923 i Seeley i Kalifornien, död 21 september 1989 i Oakland i Kalifornien, var en amerikansk friidrottare som rönte sina största framgångar i längdhopp.
1942 var Steele etta på världsstatistiken i längdhopp med 7,42, en lista som han också toppade både 1946, 1947 och 1948. Hans bästa notering var 8,07, satt 1947, som gjorde honom till statistiktvåa genom tiderna, endast överträffad av Jesse Owens.
1948 var dock kanske Steeles största år som idrottsman. Först vann han de amerikanska OS-uttagningarna. Här överträffade han världsrekordet med ett hopp på 8,17, ett hopp som först mättes, men som därefter kom att underkännas för (ett hårfint) övertramp. På plats i London var han skadad i ankeln och gjorde därför bara två hopp i tävlingen. Det var dock tillräckligt för att vinna OS-guld. Med resultatet 7,825 hoppade han 27 centimeter längre än silvermedaljören, australiern Theo Bruce och 28 centimeter längre än bronsmedaljören Herb Douglas från USA. Resultatet var också olympiskt rekord, eftersom Owens segerhopp på 8,06 i Berlin 12 år tidigare hade varit hjälpt av litet för mycket medvind.